# إدوارد كايزر
إدوارد كايزر (بالألمانية: Eduard Kaiser) هو مصمم ليثوغراف ورسام نمساوي، ولد في 22 فبراير 1820 في غراتس في النمسا، وتوفي في 30 أغسطس 1895 في فيينا في النمسا.

## معرض صور

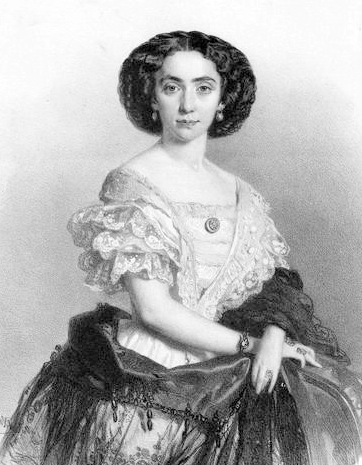
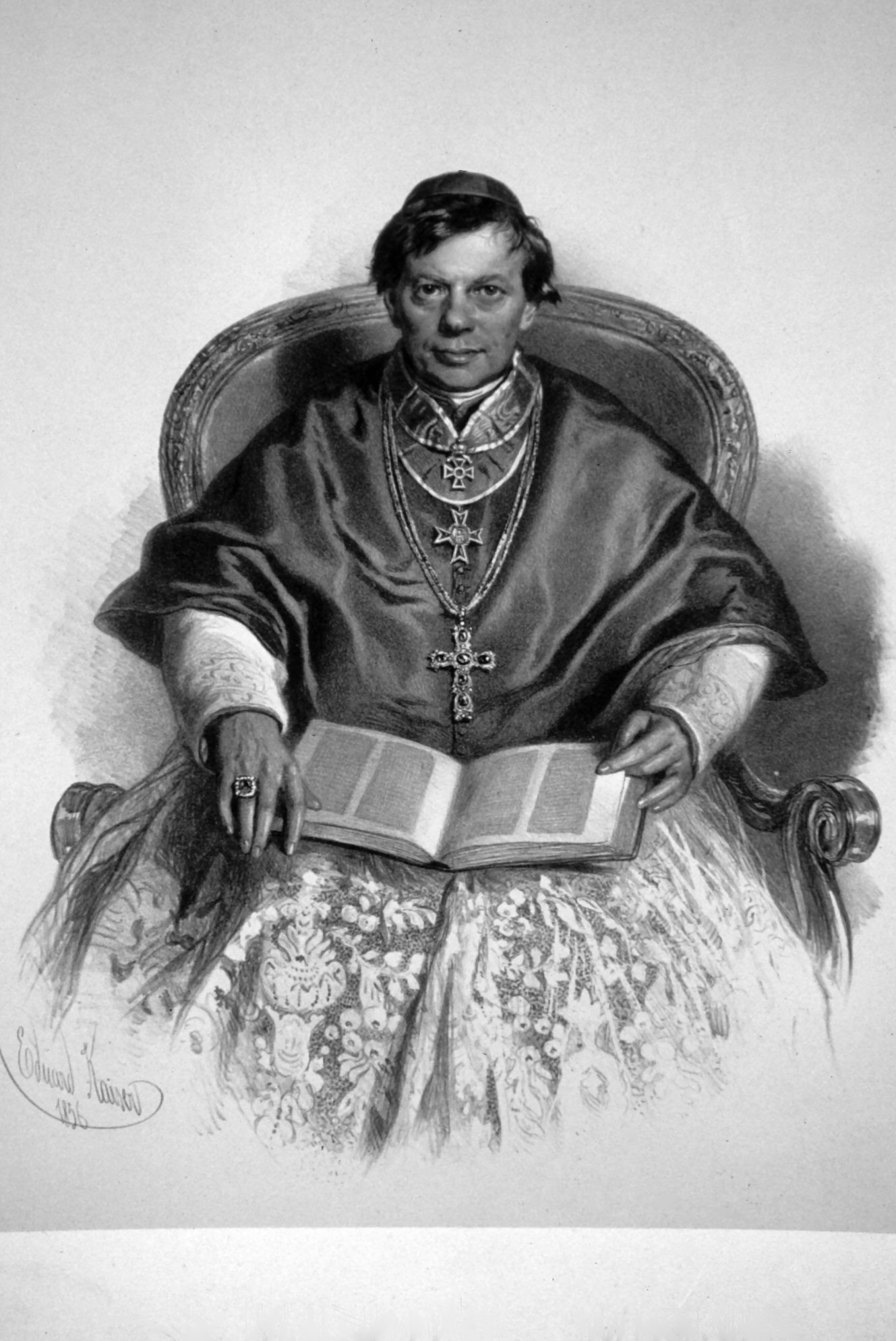
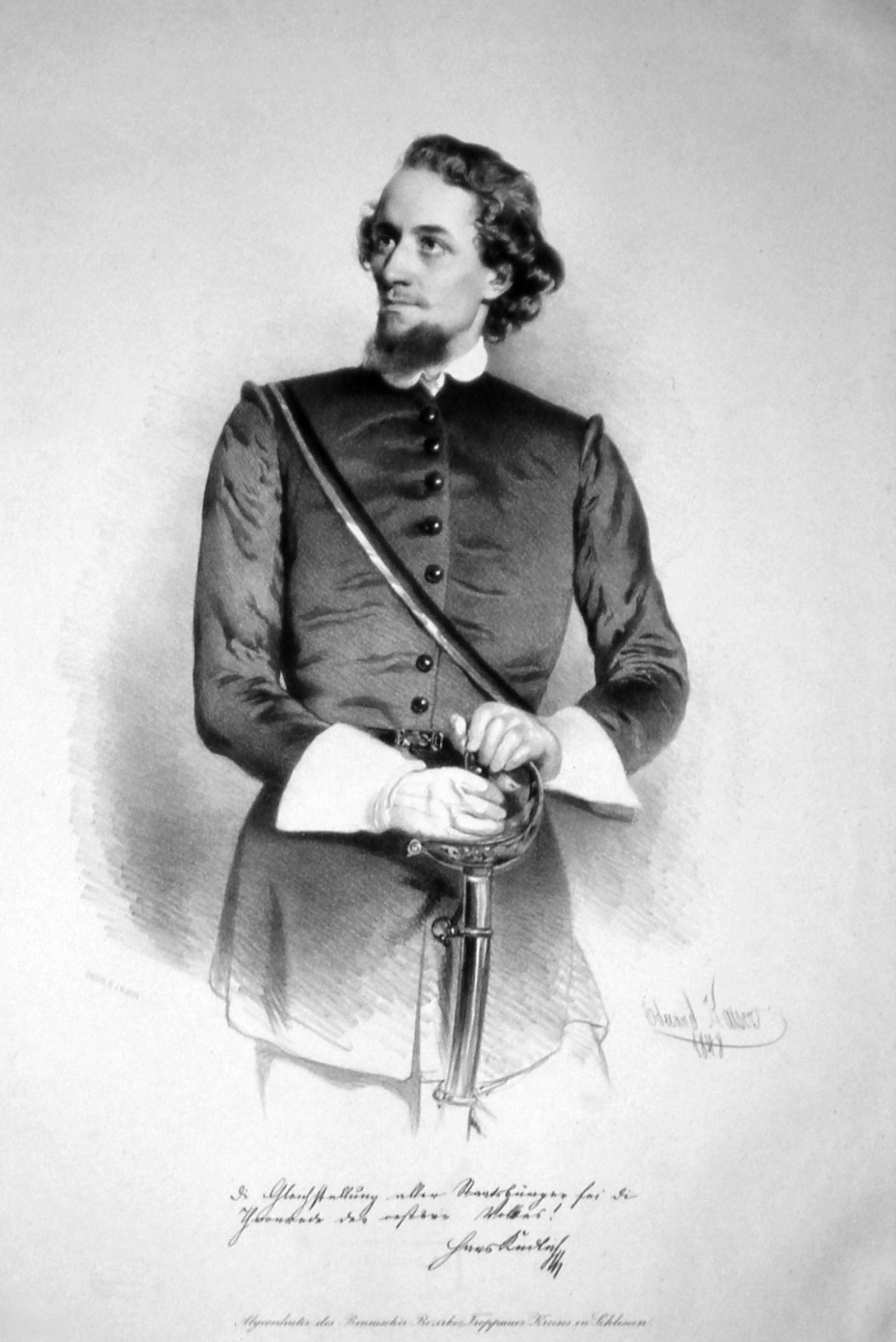
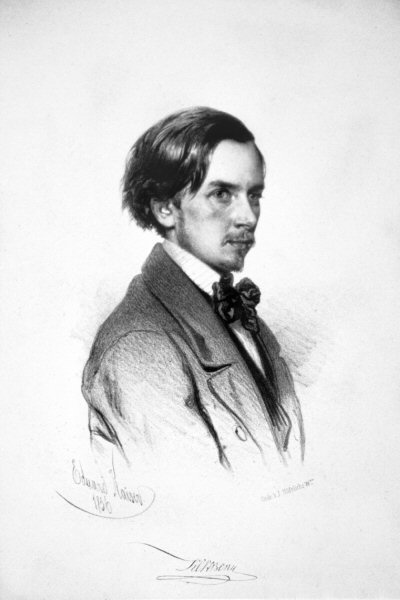
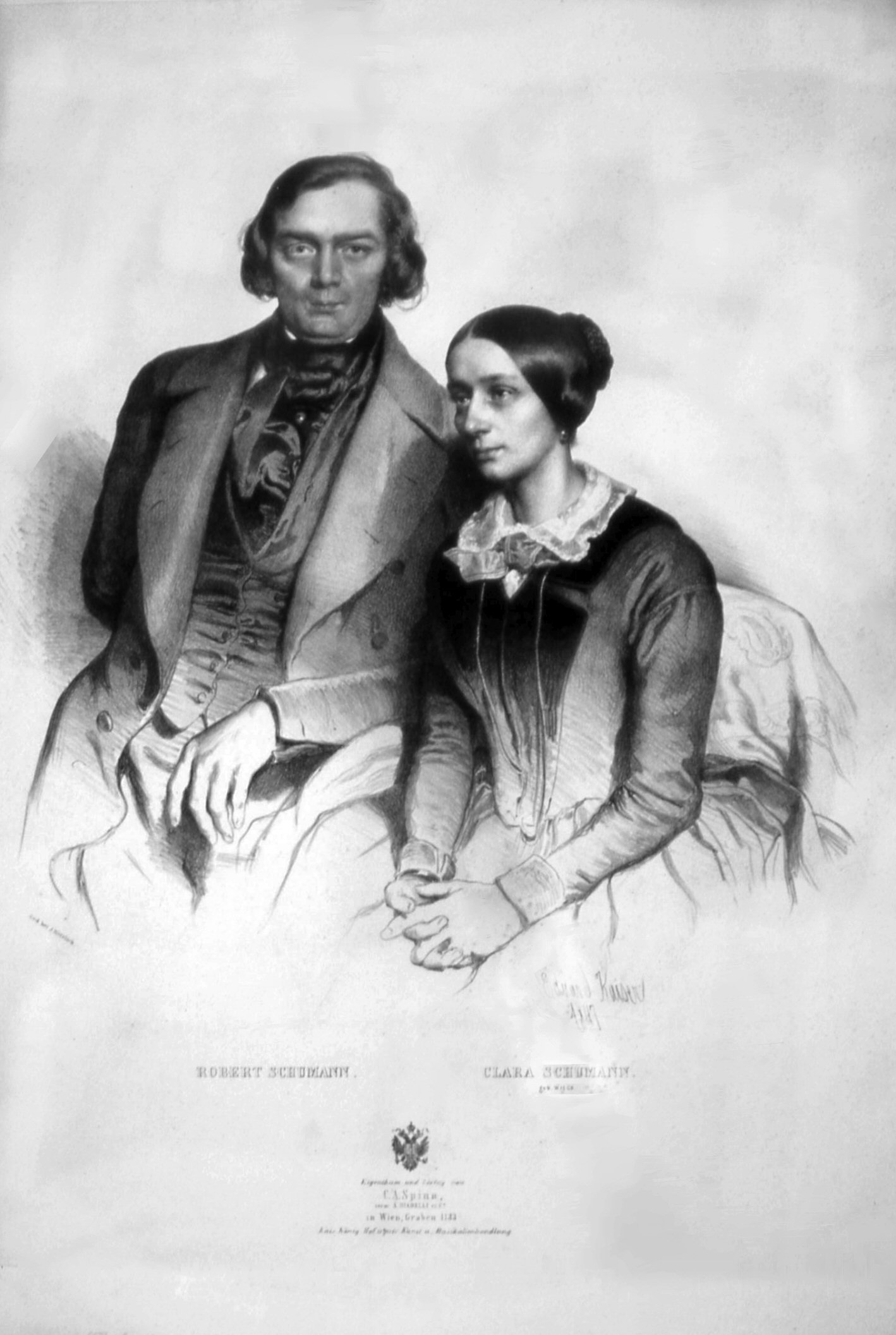